# Andreï Kartapolov
Andreï Valerievitch Kartopolov (en russe : Андрей Валериевич Картаполов), né le 9 novembre 1963 à Weimar (Allemagne de l'Est), est un militaire et homme politique russe, vice-chef de l’état-major général des Forces armées de la fédération de Russie depuis le 12 juin 2014.
Nouvelle organe, la direction politico-militaire sera créée sur la base de la direction générale du personnel. Si ses prérogatives sont encore floues, l'identité de l'homme qui va la diriger est très nette. Le colonel-général Andreï Kartapolov commande depuis 2016 les troupes russes combattant en Syrie, après avoir dirigé pendant deux ans la direction opérationnelle, le poste le plus important de l'état-major russe.
Bombardé depuis lundi 30 juillet 2018 au rang de vice-ministre, Kartapolov n'est pas connu pour avoir occupé des fonctions à caractère politique jusqu'ici.

## Incident duVol 17 Malaysia Airlines
Le général Andreï Kartapolov de l'état-major russe souligne qu' « après Donetsk, l'avion malaisien a changé de cap, et s'est écarté de son corridor vers la gauche jusqu'à 14 km. Il a ensuite tenté de revenir dans ce corridor, mais n'a pas réussi à accomplir cette manœuvre jusqu'au bout […] Question : pourquoi est-il sorti de son corridor, est-ce une erreur de pilotage ou un ordre donné par les aiguilleurs du ciel ukrainiens ? ».